# Gunung Aluebuluh
Gunung Aluebuluh är ett berg i Indonesien.   Det ligger i provinsen Aceh, i den västra delen av landet, 1 600 km nordväst om huvudstaden Jakarta. Toppen på Gunung Aluebuluh är 680 meter över havet, eller 135 meter över den omgivande terrängen. Bredden vid basen är 0,93 km.
Terrängen runt Gunung Aluebuluh är varierad.Runt Gunung Aluebuluh är det ganska glesbefolkat, med 35 invånare per kvadratkilometer. I omgivningarna runt Gunung Aluebuluh växer i huvudsak städsegrön lövskog.